# Rhizoglyphus echinopus
Espèce
Synonymes
- Rhizoglyphus echinopus Eyndhoven, 1963

Rhizoglyphus echinopus, communément appelé Acarien des racines, est une espèce d'acariens de la famille des Acaridae. Cette espèce est largement répandue en Europe et est probablement cosmopolite.

## Description
Rhizoglyphus echinopus est un petit acarien de 0,5 à 0,8 mm de long au stade adulte, au corps ovale blanc brillant et aux pattes rougeâtres.
Son développement passe par trois stade nymphaux et demande environ trois semaines, durée qui dépend de la température ambiante.
Cet acarien parasite de nombreuses plantes cultivées, notamment des plantes à bulbes et tubercules, telles que ail, amaryllis, dahlia, jacinthe, lis, oignon, tulipe, etc. ainsi que la patate douce et la pomme de terre. Sur cette dernière les attaques peuvent avoir lieu aussi bien sur les plantes en culture que sur les tubercules entreposés.

## Dégâts sur la Pomme de terre
Chez la pomme de terre, Rhizoglyphus echinopus attaque aussi bien les racines que les stolons et les tubercules, dans lesquels il creuse des couloirs remplis d'une farine granuleuse. Ces symptômes peuvent être confondus avec ceux de la maladie vermiculaire de la pomme de terre causée par un nématode.